# François-Jean Wyns de Raucourt
Pour les articles homonymes, voir Wyns (homonymie).
François-Jean Wyns de Raucourt (ou Raucour) né à Bruxelles le 6 novembre 1779 et mort le 4 janvier 1857, est un avocat, homme politique libéral belge, et bourgmestre de Bruxelles.
Sous son mayorat, de nouveaux bâtiments apparaissent à Bruxelles comme l'Entrepôt de Bruxelles (inauguration du 6 mai 1844 et médaille commémorative de Laurent Hart) et les Galeries royales Saint-Hubert en 1847

## Biographie
Avocat de formation, il fut échevin de Bruxelles puis bourgmestre de cette ville de 1840 à 1848.
Il fut également membre du conseil provincial du Brabant et parlementaire ainsi que membre du conseil supérieur de l'École centrale du commerce et de l'industrie.
Outre son château situé à Forest, il possédait le moulin à eau dit Wyns de Raucour sur le Linkebeek, l'affluent du Geleisbeek.
Il était franc-maçon, membre de la loge "Les Amis philanthropes" du Grand Orient de Belgique, à Bruxelles.
Il figure dans la liste des fondateurs de l'Université libre de Bruxelles.
Son monument funéraire est toujours visible au Cimetière de Laeken où l'on peut lire l'épitaphe suivante transcrite par Cecilia Vandervelde : « François Jean Chevalier WYNS de RAUCOURT. Ancien Bourgmestre de Bruxelles. Vice-Président du Sénat. Né à Bruxelles le 6 9bre 1779 y décédé le 4 janvier 1857 ». Le buste est de Guillaume Geefs.
Son épouse, née Henriette Jeanne Françoise Josèphe van Trier de Haut Bierghe, a fait un don de huit mille francs au "refuge des vieillards aux Ursulines" de Bruxelles en 1855. Elle est morte le 1er juillet, en cette même année, en son château de campagne de Forest.
Après le décès du couple, le château passa à leur neveu le sénateur Joseph Emmanuel Jérôme Zaman.

## Variantes orthographiques  et armoiries
Les sources divergent entre « Raucourt » et « Raucour». le baron  Fernand de Ryckman de Betz précise dans son armorial que Raucour est une propriété familiale. Il précise également que l'adjontion de Raucour a été accordée par les arrêtés royaux du 10 avril et du 2 juillet 1890.
Le 9 janvier 1821, concession de noblesse et titre de chevalier transmissible par primogéniture masculine à Nicolas-Joseph Wyns.
Il ajoute : 
- Armoiries anciennes : d'argent à trois pals de gueules, au chef cousu du champ chargé d'un cœur de gueules.
- Armoiries écartelées de François-Jean Wyns de Raucour : écartelé : au 1 Wyns ancien, au 2 d'or à la bande de sable chargée d'une licorne passante d'argent ; au 3 de sable à la croix alésée d'or, cantonnée de quatre croisettes du même ; au 4 à la couronne d'or, cantonnée de quatre étoiles à 6 rais du même.

- Devise de famille : « Cordis dos optima candor »